# طيران الألب
تم إنشاء الشركة في عام 1961 على يد ميشيل زيغلر باعتباره من عشاق الطيران والجبال، وقد قام بانشاء شركة جبال الألب للطيران واعتمد على خبرة السويسري هيرمان جيجر، وعاونه في ذلك هنري زيغلر وسيلفان فلويرات وهم أول مساهمين وانضم إليهم بعد ذلك بشهور قليلة جوسيف سزيدلوفسكي، والذي يعتبر من كبار صناع الطيران.
ومنذ البداية دعا ميشيل زيغلر لفريقه روبرت ميرلوز صديقه بالمدرسة وسافوي الذي ساعده خلال العام الأول والذي تابع مهنته كطيار رائع في الخطوط الجوية الفرنسية.
وقد كان المكتب الرئيسي للشركة في شامبيري، والذي يتم نقله أثناء إنشاء محطة شاليه كورشوفيل والتي أصبحت أعلى مبنى مقر في أوروبا (2.016 متر)، كما أن شركة جبال الألب للطيران ليست أول شركة تعمل في مجال طيران الجبال، ولكنها تمكنت من جعل هذه  الصناعة تتسم بالخصوصية.
لقد بدأ طيران الجبال بالفعل في 30 يوليو 1921 مع الهبوط في مطار فرانسوا دورافور في قبة جوتير التي تبلغ 4330 متر فوق سطح البحر على كودرون  G.III
وفي منتصف الخمسينيات، قام الطيار السويسري هيرمان جيجر بتحسين تقنيات الطيران، وقد قام بالعديد من عمليات الإنقاذ والإمداد في جبال الألب في فاليز بايبر من سيون.
وقد قام ميشيل زيغلر وروبرت كيرلوز بتعلم خفايا الطيران والهبوط فوق الجبال.
وكان هناك طيار فرنسي أخر هو هنري جيرو، وقد فتح الباب للطيران في الجبال وقد أصبح مشهورا من خلال الهبوط في قمة إيغويلي  وخاصة في 23 يونيو 1960، عندما وضع طائرته  الهليكوبتر  PA-18  (F-BAYP) على جبل  بلانك على بعد 4809 عن سطح الأرض.
كما أن إنشاء مطار كورشوفيل، وبدعم من بلدية كورشوفيل  ومدير محطتها، جيل ديلا روك. أصبح المسار طول  300 م و 30 م، ومتوسط المنحدر هو  15درجة، إنشاء كوخ الخدمة المكون من مكتبين ومن محطة مصغرة وحظيرة، وتم شراء شاحنة بول إميل فيكتور وذلك لضمان الرحلات المكوكية بين المحطة والمطار.
بدأ نشاط شركة جبال الألب للطيران مع استخدام بابير PA-18 سوبر كوب المسجلة F-BKBP (s/n 18-5094)، وهذا النشاط هو أساس العمل الجوي، وتم توفير الأكواخ الجبلية العالية ومدرسة لتعليم الطيران وتم عمل دراسة مقارنة بين دورنير دو 27 وبيلاتوس PC-6 بورتر ليكومينغ محرك المكبس، والمسجلة باسم HB-FAZ.
وفي الثاني من شهر سبتمبر أثناء جلسات التدريب تدمرت هذه الطائرة فوق قمة جبل بلانك (ولقد نجا الطاقم) وخلال عام 2001 تمكن مدير مطعم شاتل الموجود على سفح بيسون الجليدي من التوصل إلى حطام الطائرة وقد استغرق الأمر 40 عاما للوصول إلى حطام الطائرة بيلاتوس عند سفح الجبل الجليدي.
وفي هذا الوقت، تم تنفيذ عملية نقل نحو 2500 راكب والقيام بنحو 300 ساعة طيران، ويتكون فريق العمل من اثنين من الطيارين وسكرتير وميكانيكي.
في عام 1962 حصلت الشركة على أول طائرة من طراز بيلاتوس / PC-6 / A.H2 توربو بورتر [F-BJSZ](S/n 525)  والمجهزة من شركة توبوميكا أستوزا للتوربينات، وهذه الطائرة يمكنها أن تقل 7 ركاب بالإضافة إلى 7 موظفين، وقد تمت عملية الشراء من قبل السيد جوسيف سزيدلوفسكي، مؤسس شركة توبوميكا (الشركة المصنعة لمحركات الطائرات وطائرات الهليكوبتر) والذي بفضل توريده للتوربينات لهذه الطائرات، أصبح مساهما في شركة  جبال الألب للطيران.
خلال عدد قليل من السنوات في 15 نوفمبر 1968، كانت الطائرة من هذا النوع قد حطمت الرقم القياسي الدولي، وصلت إلى 13.485 متر (الطيار بيرنارد زيغلر والذي أصبح مدير اختبار طيران شركة ايرباص) وقد استغرق الأمر أربعة أعوام لتحطيم هذا الرقم مرة أخرى.
بدأ العمل في صيف ذلك العام في منتجع ميربيل بهدف انهاء عملية بناء المطار، وفي يناير هبطت بيبر F-BKBP ـ وطراز بيلاتوس BJSZ  الموجودة لأول مرة في ميربيل وخلال هذه السنة تم بناء الكوخ والحظيرة.
هكذا  الافتتاح من قبل جوسيف سزيدلوفسكي رئيس شركة توبوميكا، الذي يعتبر أحد مساهمي شركة جبال الألب للطيران، مخترع كلمة «المرتفع» ودخلت إلى القاموس بعد ذلك بعشرة سنوات.
في هذه السنوات كان قائدي SFA (خدمة التدريب على الطيران) مارسيل كولوت وجين ديلبارت قد حصل على تدريب من هيرمان جيجر والذي تولى مسئولية تأسيس التنظيمات الأولى، وهو الشرط الذي بموجبه أن تقلع الطائرات من الأسطح الأخرى من المطارات الواضحة وعمل أنواع مختلفة من التصنيف:
ألتيبورتس، والسفوح والانهار الجليدية، وقد اشتركت شركة طيران جبال الالب في تطوير هذه التنظيمات. تم استخدام بيبير PA-18 سوبر كو F-BNAO (S.n 188236(لتحل محل F-BKBP والتي تضررت إلى حد ما.
ثم تم افتتاح أول فصل شتاء بالخطوط الموسمية: ليون / كورشوفيل، ليون / ميريبيل وجنيف / كورشوفيل، جنيف / ميريبيل (ALP رحلات 121 و 122).
تم تقديم منتجعات بينيه وتقدم رحلات جوية إلى الزبائن، وتم توفير الأنهار الجليدية للمتزلجين للتزحق. وهذا النشاط احتل مكانا هاما خلال السنوات الأولى من هذه العملية، ولا يتم عمل التزحلق إلا في ظل وجود مجموعة من الأدلة الجبلية، بالتعاون الوثيق مع مدرب التزلج وأدلة من مختلف المنتجعات الرياضات الشتوية.
 في البداية كانت المطارات من اعالي سافوي، سافوا وإيسر، وكانت الأنهار الجليدية الرئيسية يمكن الوصول اليها في جبل القمة البيضاء، وترننايسي وافينواز أو دوازان، وبالنسبة لكل رحلة يمكن أن يتم شحن 6 ركاب بالإضافة إلى المرشد.
هذا النشاط تم منعه تماما من قبل قانون الجبال 85-30 لعام 9 يناير 1973 لتطوير وحماية الجبل.
تم توقيع العقد مع ORTF ، وقد خططنا لتوفير منصة تأخير للتوزيع ونقل صور بث حي من سباق فرنسا للدرجات باريس روبية وغيرها من سباقات الدراجات المرموقة. وفي السنوات الأولى تم تشغيل الرحلات من قبل شركة بيلاتوس PC-6 وفي وقت لاحق تم تشغيل DHC-6 [F-BOOH]
وقد انتهى هذا العقد عام 1985 وبالنسبة لإعادة البث تم تثبيت معدات خاصة على هذه الأجهزة.
كانت الرحلات ذات المناظر الخلابة في جبال الألب وخاصة جولة القمة البيضاء قد جذبت العديد من العملاء لقضاء أوقات سعيدة في استكشاف المناظر الطبيعية.
وفي عام 1962 تم نقل نحو 3.800 سائح خلال 500 ساعة جوية وقد كان الفريق يتكون من خمس أشخاص من بينهم ميكانيكي.
وقد شهد عام 1963 وجود الطائرة بيلاتوس) 2 PC-6/A-H2 [F-BKQY] (s/n 549 لتعزيز الأسطول الموجود وقد تم عمل مطار بلاني (300 م × 25 م وكان متوسط النسبة المئوية 14٪)، وأول خطوط الموسمية الداخلية في كورسيكا.
وفي نفس العام تم توقيع اتفاقية تجارية مع شركة جيرافانس (شركة مشغلة للمروحيات) وقد قامت الشركة بتطوير نشاطها الجوي في العمل (وتم نشر لافتات الدعاية في جميع أنحاء البلاد والإنزال الجوي لقوات المظلات أو تعميد الهواء المحمل).
وقد أشارت موازنة هذا العام لوجود نحو 5.200 راكب و 810 ساعة طيران وقد كان طاقم العمل مكون من 7 أفراد.
وفي نوفمبر 1964 اسـتأجرت شركة طيران جبال الألب طائرة البيتشكرافت – سيفرام ماركيز [F-BLLR] ذات مقعدين مزدوجين ومجهزة باثنين من التوربينات من شركة توبومكيا استازو لضمان الرحلات إلى مطارن ليون برون
وفي 20 ديسمبر 1964 تم افتتاح مطار، في ميغيف. وفي هذا العام تم نقل نحو 5000 راكب بنحو 821 ساعة طيران وفريق الطائرة يتكون من 6 أشخاص
وفي عام 1965 وفي فصل الشتاء في جنيف / كورشوفيل تم عمل خطوط شتوية وفرت الاتصال بمطار فال ديزير (250 م × 25 م متوسط المنحدر 18٪) ولا بلاني.  وقد قامت الشركة بحمل نحو 3960 راكب خلال 797 ساعة طيران، وتكون فريق العمل من 5 أشخاص.
في عام 1966 اهتمت شركة طيران جبال الالب بزيادة قدرة طائرتها، من خلال أداء STOL وبين سكاي فان ودي هافيلاند كندا DHC-6 توين اوتر والتي بدت أكثر ملائمة للعمل في المنطقة الجبلية، حيث تعمل بمحركين مع 19 مقعد، ويوقدها اثنين من أفراد الطاقم، ومجهزة مع اثنين من توربينات برات آند ويتني كندا PT6A-20.
وفي يوليو تم تقديم هذه الطائرة (CF-UCD) لطاقم العمل الخاص بالشركة في مطار ميجيف وكورشوفيل.
وفي نفس العام، قدمت شركة جبال الألب للطيران دورات تدريبة «الطيران الجبلي» وتم بناء محطة طيران جديدة في كورشوفيل (تم عمل مطعم للجعة هناك).
وفي عام 1966 يمكنك أن ترى شريط فكاهي مع مغامرات تانجوي ولايردوري في مجلة الطيران مع البوم من المهام المحددة المرسومة من قبل ألبرت اوديرزو وجيج ومرسومة على السيناريوهات من قبل جان ميشيل شارلييه، التي نشرت في عدد 363-393 والألبوم في عام 1968، ولكن أيضا في حلقة فرسان الهواء (السلسلة الثالثة، الحلقة 8).
بلغت ميزانية السنة  نحو 6430 راكب في 1043 ساعة طيران، وكان فريق العمل يتكون من 6 أشخاص.
وفي عام 1967 فرضت بلدية جبال الألب في الالب دويز رسوما وتم تحديد ورصد مبنى المطار وتم تركيب محطة  شاليه كورشوفيل، وتم نقلها وتثبيتها على قاعدة صلبة من الطائرة المروحية والتي تمت على سبيل الإعارة ايروسباسيال بلغ امتداد المدرج 430 × 25 م مع متوسط منحدر قدر 11٪ وفي مطار جبال الألب الجديد والتي تم افتتاحه في ليزآرك بلغ (400 × 25 م منحدر متوسط قدره 14٪).
مراكز التزلج على الجليد في ألب دو أويز، وأفورياز، ستكون جاهزة خلال هذا العام أيضا في فصل الشتاء.وخلال موسم الصيف تم افتتاح خط جديد في كورسيكا: أجاكسيو / بروبريانو / كالفي.
تم ضم بيلاتوس الثالثة PC-6 إلى الأسطول المسجل F-BOJJ (s/n 513)، وهي مجهزة مع محرك المكبس، سيتم تعديله بعد سنوات قليلة في PC-6 نموذج / A.H2 من خلال تركيب التوربينات الخاصة بشركة توبوميكا أستازو، وقد طلبت شركة جبال الألب للطيران توين اوتر سلسلة 100 والتي تم استلامها في أكتوبر.
وفي يونيو تم تجربة TALAR (المنهج التكتيكي للهبوط والرادار) شامبيري، وقد تم تجهيز وبيلاتوس خصيصا لهذه المناسبة.
وفي عام 1967، تم نقل 10 590 راكبا خلال 1725 ساعة طيران وقد بلغ عدد الفريق 17 فردا في ذلك الوقت.
المستوى الثالث للنقل:
في عام 1986 كان هناك العديد من المدن متوسطة الحجم التي تريد أن تربط باريس مباشرة عن طريق الجو  وقد لعبت السلطات المحلية دورا في تمويل هذه المسارات الجديدة، وكانت  شركة جبال الألب للطيران واحدة من الشركات الأوائل المبكرة مثل شركة طيران روسو. وشركة TAT وشركة باريس للطيران الجوي وشركة أوروبا لخدمات الطيران.
وفي الفترة «التي تعرف بالمستوى الثالث»  كانت فيها شركة جبال الألب واحدة من بين 50 شركة للطيران والتي تعمل على نحو من 100 خط عادي وموسمي، مباشرة والتي أقلت نحو 500000 راكبا.
ومع استلام سلسلة DHC-6  ، 100 توين اوتر  والتي استلمت في 7 ديسمبر من هذا العام تم افتتاح خط شامبيرى / غرونوبل / نيس / أجاكسيو. وفي فصل الشناء تم تزويد هذه المعدات بزخارف في مطار كورشوفيل.
وفي عام 1968 أعدت شركة طيران الالب مركزا للتشغيل في مطار شامبيري - سافوي. وتم تجميع الخدمات التجارية، والحجز، والعلاقات العامة، وخدمة طاقم الطائرة، والعمليات والتشغيل والتوقف في المحطة. وتم بناء مبنى للإدارة العامة، وإدارة التقنية والمحاسبة والخدمات الإدارية، وتم بناء حظيرة طولها 1.6000 متر مربع  ومكان كبير لتوقف الطائرة كبير يسمح بصيانة جميع طائرات الشركة.
وفي هذا العام تم نقل نحو 16.480 راكب وطيران نحو 2.573 ساعة، وتكون من فريق العمل من 28 شخص.
في خريف عام 1969  وصل أول  طائرتين من طراز بيتش كرافت موديل 99، وكانت تحتوي على محركين و 15 مقعد واثنين للطاقم وتم تركيبها مع اثنين من توربينات برانت أند ويتني كندا PT6-020.
وبالتالي أصبح الأسطول يتكون من أربعة بيلاتوس PC-6/A.H2 [F-BRPJ] (s/n 552)  و DHC-6 توين اوتر سلسلة 100 [F-BOOH]، وهو طراز بيتش كرافت b99 (F-BRUF) (s/n U-121) ومورين سولنيه MS 885 سوبر رالي [F-BKES] (s/n 60) وهذه هي الطائرة التي ستظل الأطول في اسطول الشركة، وهذه الطائرة استخدمت  لنقل الموظفين والطيارين والمكيانيكين، إلخ.
وفي الصيف افتتحت شركة جبال الالب للطيران خط طولون / أجاكسيو وتواصلت الرحلات الجوية المحلية في كورسيكا. وفي 1 أكتوبر  افتتحت شركة جبال الألب خط شامبيري / باريس لو بورجيه وتم استخدام طائرة طراز بيتش كرافت B-99 (في صورة 5 رحلات يومية من الاثنين إلى الجمعة)
وبالنسبة لموسم الشناء تم استخدام: جنيف / كورشوفيل، ليون / كورشوفيل، غرونوبل / الب دويز و / نيس / كورشوفيل في عطلة نهاية الأسبوع، بالإضافة إلى  استخدمها كوصلات بين المحطات.
قدمت شركة سوكاتا رالي مينرفا (جهاز الهبوط التقليدي مجهز  بزحافات التزلج)
وكان سجل العام 26.296  راكب ونحو 3.263 ساعة طيران، ويتكون الفريق من: 35 فرد بما في ذلك 14 طيار، و 5 مكيانيكين.
شهد عام 1970 نموا سريعا للشركة ولكن للأسف في15 يناير هبطت الطائرة B-99 (F-BRUF) بمسافة قصيرة قبل مسار مطار شامبيري - سافوا دون وقوع اصابات بين الركاب وطاقم الطائرة،  وقد تدمرت الطائرة، ونتيجة لهذا الحادث، تم تزويد المطار مع التثبيتات المطلوبة من قبل شركة طيران جبال الألب طوال الوقت / وتم إرسال ILS للتحقق من سلامة وموثوقية الطيران، الطائرة هي طائرة هيلوكبتر سوفر فيرلون والتي تم استلامها من طيران الجنوب  لحظيرة الشركة، لتحل محل طائرة B-99 (F-BRUX)  والتي تم شرائها قبل شهور قليلية والتي انضمت للأسطول.
ثم استعانة شركة جبال الألب للطيران لشركة السويسرية للسياحة في جبال الألب للحصول على فولبار هاميلتون توربولنير HB- GEG ,
تحت قيادة ميشيل زيغلر  تم إنشاء رابطة ATAR (الرابطة الإقليمية للطيران)،  وهي في الواقع رابطة تجارية تجمع شركة طيران جبال الألب والألزاس للطيران وآكيتن ولانغدوك للطيران وشركة بيرن للطيران وشركة رويجو وجزر الأنتيل للطيران و  شركة مارتينيك للطيران وغيانا الفرنسية للنقل الجوي.
خلال موسم الصيف كان هناك خط شامبيري / غرونوبل / نيس / أجاكسيو حيث تعمل طائرة DHC-6 توين اوتر وخط شامبيري / غرونوبل / نيس في B-99 الذي لم يتم افتتاحه بعد. وقد احتفلت شركة جبال الألب للطيران بالذكرى الأولى لخط شامبيري / باريس (10000 راكبا)
وفي فصل الشتاء تم استخدام خط جرونوبل  / ألب دويز في بيلاتوس وتم افتتاح PC-6
في 16 ديسمبر، تدمرت DHC-6 (F-BOOH) أثناء جلسة تدريب في مطار كورشوفيل وتم استخدام أوتر توين على الزلاجات بصورة صعبة وغير ملائمة (بسعة 16 راكبا بدلا من 19، وعدم الاستقرار الأفقي للطائرة في الإقلاع). وقد ألهم هذا الحادث بلدية كورشوفيل للنظر في إزالة الثلوج من المطار. وأثناء اصلاح الطائرة، تم استئجار طائرة  توين أوتر DHC-6  للطيران العام.
وفي نفس السنة، صور المخرج جان جاكويس لانجوبين فلمين قصرين: الطيران في الجبل وفي سماء جبال الألب.
 وهاذان الفلمان الصغيرين  تم تقديمهم في السينيما وكان الجزء من الأول من الفلم عظيم حيث سمح باكتشاف أنشطة جبال الالب.وقد بدأت الأنشطة الخيرية في الظهور في نهاية العام تم نقل نحو 796.35 فرد وعدد ساعات الطيران 4847 وضم ذلك 17 موظف وسائق و 15 ميكانيكي و 23 طاقم تجاري وإداري.
الذكرى العاشرة لإنشاء شركة جبال الألب:
صادف عام 1971 الذكرى العاشرة لإنشاء شركة جبال الالب للطيران وبمناسبة هذه الذكرى أقيم حفل في مطار كورشوفيل بسبب الطقس الذي لا يمكن توقعة، وفي وجود السيد د موريس هيرزوغ، وزير الرياضة والسيد جوسيف فونتانيه، رئيس المجلس العام سافوي. لهذه المناسبة تم استخدام بيلاتوس PC-6 التي رسمت اسم المحطة على غطاء محرك السيارة)
• F-BJSZ كورشوفيل
• ف- بوكي: ماربيل
• F-BOJJ: فال ديزير
•F-BRPJ آلب دو أويز
بدأت الأنشطة المضادة للبرد والتي بدأت في عام 1970 مع أجين بفضل  ACMG  (رابطة المناخ وسط غارون)، تم عقد هذا العقد مع منطقة بوجوليه/ وقد تم رش هذا الركام بالقرب من منتجات السحب الركامية يسمى ليفيت (المسحوق المجفف) النقي أو المخلوط مع 5% من يوديد الفضة (مسحوق مع قدرة عالية للجلوكوجين) كوظيفة درجة الحرارة باستخدام بيلاتوس المناسب لعمل التركيب مع اثنين من فتحات المقصورة، ومنحدر تحت الأجنحة، وفي وقت لاحق تم اطلاق خراطيش يوديد من الطائرة للوصول إلى قلب الركام، مما سمح بتحويل البرد إلى مطر، وقد تم توقيع العقد مع  مناطق النبيذ من بورجوندي، كوتس دو رون في عام 1972 و 1973، سافوي عام 1972 والشمبانيا.
وفي مايو تم إعادة دمج DHC-6 (F-BOOH) بعد استصلاح وتعديل السلسلة 200 (الجزء الأمامي من جسم الطائرة وامتداد المقصورة بصورة أكبر) لن يتم استخدامه مع الزحافات، ومطار كورشوفيل يتم تنظيفه بسبب الثلج، تم تجهيز المطار مع برج تحكم وحظيرة كبيرة ومحطة التزود بوقود الطائرات أ1 ، والتي تم تجيهزها بشكل دائم مع مركبة التحكم في الحريق وتم عمل هذه التحسينات التي سمحت بصورة كبيرة باستخدام هذه المنصة مع الرحلات الخاصة.
تم استخدام حدود للتوقف خاصة التي تم اعدادها من قبل المطار والتي تم تركيبها في اختبارات كورشوفيل، وقد أصبح مطار جرينوبل ايسر منصة مراسلات مطار جبال الالب للرحلات من الجنوب والجنوب الغربي.
وفي عام1971 تم تشغيل طائرتين من طراز بيتش كرافت B-99، F-BSUJ (s/n U-62) وF.BSUK (s/n U-21) وDHC-6 توين اوتر رقم التسلسل 200 F-BSUL  (S/N 199)، وقد تم افتتاح خطوط شامبيري / غرونوبل / مرسيليا، روان / باريس لو بورجيه، شامبيري / غرونوبل / سانت-  اتيان / تولوز وخطوط تولون /باستيا الموسمية في العام.
وفي أبريل تم تسجيل ياكوفليف ياك 40 في  أرتيرينا وفي وقت لاحق تم تقديم أفياكسبورت CCP-87791 للمجتمع، ولم تكن هناك متابعة لهذا التقديم.
وفي أوائل الخريف تم تقييم بريجيت ذات الأربع محركات STOL في المطارات المختلفة.
والتي تقع على التوالي في ميجيف وميربيل ووالب دويز وقد تم تقديم هذه الطائرة في عرض مطار باريس وكانت تحمل شعار شركة جبال الالب للطيران، وهدف هذه التجربة هو تعريف  ماهو نقل الهواء الذي تم في الجبال مع الطائرات مع السمات المناسبة والقدرة الكبيرة ذات الصلة وقد تم مراعاة ذلك بصورة منتظمة.
وبالنسبة لبرنامج الشتاء تم افتتاح خط الطيران المباشر  باريس / كورشوفيل DHC-6 توين اوتر (رحلة واحدة من أورلي و1 من لو بورجيه) ونيس / غرونوبل / الب دويز جنيف / كورشوفيل وروان / ليون / كورشوفيل. تم عمل وصلات باستخدام طائرات بيلاتوس للمنتجعات الرياضية الشتوية.
وقعت شركة طيران جبال الألب على عقد كبير مع شركة نيبالية وهي شركة الخطوط النيبالية الملكية للتدرب في الجبال وهبوط أكثر من طاقم. استغرق التدريب مدة 5 أشهر، تم تسيجل طائرتين من نوع توين اوتر DHC-6 وهما 9  N-ABA و  9N-ABB واثنين من بيلاتوس-ABC PC-6 و 9N 9N-AAZ تم نقلها مع طواقم مختلطة من شركة طيران جبال الألب / RNAC إلى نيبال.
وقد غادروا مطار شامبري في 15 يوليو وتم الهبوط في باستيا وأثينا وبيروت-دمشق-البحرين-كراتشي ونيودلهي لتصل أخيرا في كاتماندو في 20 يوليو، أكمل المساعدين الفنين التدريب لمدة شهرين من قبل موظفي شركة جبال الألب للطيران.
تم إجراء دراسة لتمديد وتطوير مطار ميربيل. وقد تكون المشروع من مدارج معبد طوله 700 متر، تمت إزالة الثلوج خلال فصل الشتاء وفريق ILS (نظام أجهزة الهبوط)/، إلا أن هذه الدراسة لم نتجح.
وتم نقل نحو 55.000 راكب و 9.800 ساعة طيران وكان طاقم العمل يتكون من 102 شخص.
سنوات التطوير:
في عام 1972 تم افتتاح خط دول/ باريس الذي يحمل طائرة رقمDHC-6 توين أوتر في البداية ثم ظهرت طائرة b-99 على خط (شامبيري / دول / باريس صباح الاثنين والعودة مساء يوم الجمعة)
اشترت شركة جبال الألب للطيران  من شركة طيران باكستان الدولي (PIA) 5 طائرات dhc-6 توين أوتر سلسلة 300، والتي سوف تستلم F-BTOO (S/N 291)، F-BTOQ (s / n 292) No. 298)، F-BTOS (s / n 299)،  F-BTOT (s / n 300) وتم  نقله من باكستان من خلال طاقم الشركة.
سيتم عمل رحلات جوية من كراتشي عبر باسني، ودبي، وبغداد، ودمشق، ونيقوسيا، وأثينا، وبرينديزي ونيس، بيلاتوس الجديدة 3 PC-6/a-H2 : F-BTCE (s/n 573) و  F-BTCG (s/n 551) و F-BTCH (s/n 531) وأربع طائرات بيتش كرافت B-99 : F-BSTO (s/n U-87), F-BTDV (s/n U-92), F-BTMJ (s/n U-129) وf-BTMK (S/N u-130) وأخر نوعين نموذج B-99A المزودة مع أكثر من محرك للطاقة.
تم عمل أعمال فنية من قبل أريسود (طيار الشركة الإيطالية في الحرب العالمية الثانية) وشركة جبال الالب للطيران AVI ALPI وتم تثبيت ثلاثون شركة طيران عاملة في شمال إيطاليا من بين أمور أخرى إلى كورتينا دامبيزو (أسطول: بايبر وبيلاتوس PC-6). وكان نصيب شركة جبال الألب للطيران 30%.
وخلال موسم الصيف تم افتتاح خطوط تولون / أجاكسيو وتولون / باستيا، وفيشي / سانت - اتيان / تولون.
وفي فصل الشتاء تم تجهيز طائرة بيلاتوس PC-6 في جبال الألب الجنوبية ، للتحقق من المراسلات وأنها تغطي الفجوة في سانت اسكافي وسيرشفياليية ، وفي شامبيرى تم استخدام اثنتين من طائرات بيلاتوس لتوفير الاتصالات إلى فال د ' إيسر وآلب دو أويز.
وفرت شركة توين أوتر رحلات منتظمة من باريس وجنيف لكورشوفيل.
وفي نوفمبر كانت الأنشطة في رصيف شركة فرنسا للطيران قد بدأت مع خطوط مرسيليا / ميلانو ، مرسيليا/ جنيف وقد تم تأمين طائرة DHC-6 في وقت لاحق في توين أوتر في كورفيت.
ثم خضعت شركة جبال الالب للطيران لنظام الحجز ALPHA  3 اير فرانس
تم إنشاء (مجموعة شركات الطيران الإقليمة ذات الفائدة الاقتصادية) الذي يرمز إليها اختصار بالرمز التالي GIECAR عير مناطق الطيران.
تم وضع الأمال على وصول الطائرة من شركة داسو للطيران ، تعرف باسم «الغامضة 30» والتي ضمت نحو 30 إلى 40 مقعد، وذلك على الرغم من تطوير البرنامج لهذه الطائرة ومع ذلك تم التخلي عنه في عام 1975
حملت الطائرة نحو : 85678 راكب
ساعات الطيران: 13715
الموظفين: 143 بينهم 38 في الإدارة الفنية، 38 طيار و 67 موظف في عمليات الخدمة والمبيعات والحجز والإدارة.
في عام 1973 تم افتتاح خطوط باريس / جاب DHC-6 توين اوتر، وسانت اتيان / نيس وغرينوبل / ميتز في B-99.
ونتيجة للهجوم الكبير الذي تم على رقابة خدمات الطيران المدني (من قبل المديرية العامة للطيران المدني)، تم استخدام نظام «كليمان مارو» وتم اعدداه في 24 فيراير وتم توفيره من قبل وحدات المراقبة العسكرية ، وخلال فترة النزاع تم إلغاء العديد من الرحلات الجوية.
تم تجهيز مدرج مطار كورشوفيل مع اضاءة ليلية و VASI (المؤشرات البصرية على منحدرات الطائرة).
تم عقد اتفاقات مع شركة الخطوط الجوية ليموزين ، وشركة الشمبانيا آردن وبيرن للطيران.
تم اكمال الأسطول من خلال وصول طراز سيسنا 411 (F-BPFM) (EN)، 401 (F-BOJZ) و 402 (F-BRIY)
طلبت شركة جبال الالب للطيران 4 طائرات ايروسباسيال كورفيت SN-601 للسلسلة 100 والخيارات 8 كورفين- السلسلة 100 SN-601.
تم افتتاح خطوط نيس / بروبريانو وتولون / بروبريانو واستخدام الطائرة DHC-6 توين اوتر.
وفي سبتمبر تم افتتاح خط (مطار نيس وميست / باريس B-99).                                                                                                    
تم اختبار SFA (خدمة التدريب على الطيران) من إدارة شال ليه لهبوط الطائرات على مطار كورشوفيل وألب دو أويز.
وفي 1 نوفمبر تم افتتاح محطة روان / سانت اتيان / فالنسيا / نيس. وتم افتتاح محطة فالنسيا للمرسلات التي تطلق الرحلات إلى دول وتولوز.
وفي فصل الشتاء تم تأمين الوصلات للفتحات عن طريق بيلاتوس إلى باركيلونت ، متغيرات (أوتس آلبس) وسيرشيفالييه.
وهناك ما يقرب من 50 شركة طيران  تم تشغيلها من قبل شركة جبال الالب للطيران.
تم تشغيل اثنين من الخطوط الجديدة تحت راية شركة فرنسا للطيران: مرسيليا / برشلونة ومرسيليا / جنيف ومتز / دوسلدورف.
تم توقيع اتفاقيات أموري دي لا غرانج ومعهد تدريب الطيران لتوفير جميع أنواع التدريب على كورفيت للطاقم الفني والمقصورة.
الركاب: 110000
ساعات الطيران: 70022
الموظفون: 180
وصول «كورفيت»:
يعد عام 1974 هو عام التفاعل ، فمنذ 28 سبتمبر تم تشغيل خط شامبيري / باريس مع سلسلة كورفيت 100)F-BVPA (s/n 5،    F-BVPB(s/n 6) في الخطوط الجوية الفرنسية ، ووصلت F-BVPC (s/n12) في فبراير 1975 وبعد ذلك تم القيام بجولة F.BVPD (s/n 13)
تم استخدام كورفيت على الخطوط الجوية الفرنسية.
وقد مرت طائرة B-99 F-BRUN تحت علم مطار ليموزين.
وكان وصول  طائرة جديدة من طراز بيتش كرافت B-99 F-BUYG (s/n U-63)) وF-BVJL (s/n U-84).
وفي يناير تم تنفيذ عملية كبيرة في مطار فال ديزير في 2450 متر و-7 °C، تم تفكيكها وتغيير التوربينات بتوربينات خاصة بشركة توبوميكا (أستوز) لبيلاطس، وبدون تعديل البنية التحتية تمكن الفريق المكون من ستة ميكانيكين من إدارة التغيرات في التوربينات خلال 5 ساعات فقط وقد تمكنت الطائرة من الإقلاع جوا مرة أخرى.
افتتاح خط طولون / كالفي:
التهديد  بوجود قنبلة على متن B-99 ادى لتامين خط دول/ باريس (مزحة سيئة).
كان موقع يتش B18 F – BIEK بالقرب من شركة بيرن أير لموسم مكافحة الصقيع،  قد تم الاعتماد عليه في حماية كروم العنب في شالون سور ساون.
بدأت شركة جبال الالب للطيران في السيطرة على شركة شمبانيا أردينزل للطيران وشركة ليموزين للطيران وشركة رويجو وبيرنيار
تم تحسين البنية التحتية لمطار ميجف.
وفي ديسمبر، تم افتتاح خط وين اوتر باريس / ميجيف DHC-6.
الركاب: أكثر من 110000
ساعات الطيران: 22300
الموظفين: 200
السنوات المبكرة لطائرة طراز فوكر F-27 :
في 1 مارس 1975 تم افتتاح مرفق جديد في مطار ميجيف ، وتكون المطار من مدارج معبدة 400× 40 م مع تدرج متوسط 8% وتساقط للثلوج بشكل دائم ، وأصبحت واحدة من أفضل المطارات المجهزة في العالم مع نظام ارشادي مثالي AVASI ونظام اتصالات ذات تردد عالي ومحطات الطقس لمكافحة الحرائق والمحطة والحظيرة 30 ×40 م مكتملة التثبيت. وفي 26 أبريل تم توقيع عقد شراء أربعة دي هافيلاند DHC-7، أربعة محركات STOL  (للإقلاع القصير و  الهبوط القصير) وهي ذات قدرة تحمل 40 راكب، ونص العقد على تسليم جهازين في نهاية عام 1977 والثاني عام 1978 وفي  13 و 14 يونيو 1977 ظهرت طائرة من هذا النوع على مطار شامبيري / إيكس ليه باين (مطار شامبيري - سافوا) وفي أنسي وميثيت ، إلا أن الظروف الجوية الطارئة لم تسمح بعمل عرض للمطار.
فتح خط ليون / تولون :
تم افتتاح خط يون / تولون وتواجدت شركة جبال الألب للطيران على المطار الجديد في ليون سانت أكزوبري والذي أصبح في وقت لاحق سانت أكزوبري.
وفي أكتوبر وصلت أول فوكر F27 MK 400 ذات التوربينات المزدوجة بقدرة 44 راكب مع اثنين من التوربينات من شركة رولز رويس المحدودة (درات) OO-SBP (s/n 10340)، الذي أصبح فيما بعد F-BYAA
استأجرت شركة جبال الألب للطيران ملاحين للطيران عملوا في فرنسا للطيران في وقت سابق.
وتمت أول رحلة لحط شامبري / باريس باستخدام فوكر  27 في 5 نوفبر.
وبعد أشهر قليلة تم الحصول على F-27 OO-HLN (s/n 10342): F-BYAB ، وسوف يتم طلائها بألوان الخطوط الجوية الفرنسية، وهذه الطائرة استأجرتها الشركة الوطنية لتشغيل الطرق الإقليمية والدولية.
وهاتان الطائرتان من طراز فوكر تم استأجره في البداية ثم تم شرئهما وتم نقلهم في السجل الفرنسي في نهاية العقد.
في أكتوبر ، حصلت شركة جبال الألب للطيران  على عقد في أكتوبر  في جزيرة تينيريفي للحث على المطر الاصطناعي. وقد تم استخدام بيلاتوس F-BTCG. وشملت العملية إزالة الغيوم لتسبب هطول الأمطار.
تمت متابعة العقود الأخرى في شامباني-اردين وفي بريطانيا خلال العام 1976 (السنة الجفاف).
وعملت DHC-6 F- BOOH تحت علامة شركة بيرن إير.
بدأت شركة جبال الالب للطيران قي الانفصال عن بيلاتوس (F-BRPJ والتي تم بيعها في مركز نيفر للمظلات) وقد تمت إضافة اثنين من المساهمين إلى رأس مال الشركة  (غرف التجارة والصناعة في سافوا وهاوت سافوي)، ومن ثم أصبحت معظم أسهم الشركة مملوكة لعائلة زيغر (هنري زيغلر) وسيلغان فلوريات.
عدد الركاب: 110510، الموظفون: 238
في عام 1976 تم تطبيق زخرفة جديدة للطائرة وللشركة بالكامل ، للاحتفال بهذا التغيير والتحول  تم تقديم كأس من موت وتشاندون الامبراطوري في جميع رحلات F-27 لمدة شهرين.  وتمت المنافسة لحشد الركاب ووكالات السفر، بدعم من حملة إعلانية وطنية.
تم عمل اتفاق تمثيل ملخص مع شركة UTA (اتحاد النقل الجوي) لسافوا وهاوت سافوي. تم توقيع اتفاقية أخرى التجارة مع PAN AM (للبلدان الأمريكية العالمية للخطوط الجوية لتمثيل التجاري لفرنسا باستثناء باريس)
كان مسار الطائرة تولون / فيغاري، نيس / مرسيليا فيغاري / فيغاري وتم بيع DHC-6 توين اوتر F-BT00 إلى شركة رويرجو للطيران  وF-BTOS السويد.
وتم بيع B-99 F-BSUJ و F-BSUK إلى شركة  بوبلي للطيران البلجيكية (لقيام بالطرق المنتظمة الإقليمية من لييج وشارلروا إلى باريس، لندن، أنتويرب، شامبيري)
عدد الركاب: 151873
أصبحت مجموعة 1977 TAG من المساهمين الرئيسين:
تم إغلاق مطار لو بورجيه لأنشطة شركات الطيران وأصبح مقر شركة جبال الألب للطيران مطار أورلي.
تم وضع خطة انعاش لتعويض اغلاق عدد من خطوط العجز ثم اندلع صراع كبير (7 يناير إلى 28 أبريل) بين الموظفين والإدراة.
ثم تم حذف عدد من الخطوط في: شامبيري / غرونوبل / سانت اتيان / تولوز، غرونوبل / ميتز
في الصيف شاركت الإدرات في مكافحة الحرائق في كورسيكا في توقيع عقد  لتركيب في بيلاتوس PC-6 لمكافحة حرائق الغابات في بلاجين ، وقد شاركت هذه الطائرات في مهمة «المراقبة المسلحة»  والتي  تعني : الرصد والإبلاغ في حالة اشتعال الحرائق والتدخل  ولهذا كانت الطائرة مزودة بخزان سعة 1000 لتر ، ويمكن أن تسقط 1000 لتر في ثواني عبر الفتحة التي تقع تحت جسم الطائرة.
تم توقيع اتفاقية مشتركة مع شركة طيران انتر لأعمال الصيانة الثقيلة من طراز فوكر 27، ولم تكن التجربة مع الطائرة من طراز كورفيت غير مربحة وتم سحب 4 طائرات من الأسطول وتم وضع خطة انعاش.
الركاب الذين تم نقلهم: 1706637
في عام 1978 تم توفير طائرتين من طراز فوكر  F-27  لطاقم الطيران:
كان وصول سلاسل DHC-6 توين اوتر300 F-GBDA (s/n 566) وF-GBDB (s/n 574)، والثالث F-GBDC (s/n 576) والتي لم تكن في الحسبان. وقد انضمنت طائرة فوكر F-27 ML 600 F-BYAR (S/n 10430) إلى الأسطول
وصلت DHC-6 في إلى بروبريانو كورسيكا في 1979
وقد تم عمل عقد لمكافحة حرائق الغابات في قسم هيرولت مع بيلاتوس.
تم بيع DHC-6 توين اوتر F-BTOQ، F-BTOR وF-BTOT لسلاح الجو
بعد ذلك جاء دور B-99-F وF-BTDV BSTO التي غادرت الشركة متوجهة إلى الولايات المتحدة
كما تركت طائرة من طراز سيسنا F-BOJZ الأسطول.
الركاب: 192,200
الموظفين: 210
وصول طائرة من طراز فوكر F—28
في أبريل 1979 وصل إلى الأسطول أول طائرة من طراز فوكر F28 MK 1000، طائرة بسعة 65 راكب : F-BUTI (S/n 11034): F-GBBT (s/n 11052)، تلى ذلك بعد بضعة أشهر وجود DHC-6 توين اوتر F-BYAG (s/n 342).
تم بيع DHC-6 توين أوتر F-BSUL وبيلاتوس PC-6-F وF-BTCG BTCH (والتي انضمت إلى قسم «المركز الرياضي للقفز بالمظلات»)وتم استئناف أنشطة جبال الألب للطيران من كورشوفيل ، لبعض الوقت من قبل سافوا للطيران وبيلاتوس وBN-2 مع بعض الطيارين من شركة جبال الألب للطيران.
ثم استبدال طراز فوكر F-27 على خط شامبيري / باريس بطائرة فوكر F-28.
تم استلام طائرتين فوكر جديدين :  F-27 Mk 400 F-GBDE (s / n 10469) و    F-27 Mk 600 F-GBGI (s / n 10413)
تم افتتاح باريس / فيغاري فوكر F-28
وتم عقد اتفاق مع تونيزافيا لاستلام F-27 F-GBDE مع الطاقم الفني من شركة جبال الالب للطيران والمساعدة التقنية  على طريق تونس / مالطا/ صفاقس، تونس / جربة، تونس / البرمة وتونس / توزر. وسوف يستمر هذا العقد حتى عام 1980
عدد الركاب: 153800
في عام 1980 وصلت طائرة من طراز فوكر F-27 Mk 400 F-GCJV (s/n 10361) و F-27 Mk 100 F-GCPA (s/n 10258)   
تم طلاء فيرتشايلد FH-227B-F GCLN (s/n 527) و (F-GCPU (s/n 548 بألوان شركة جبال الألب
تم تغيير مطار كورشوفيل ، تحول المسار بنسبة 18 درجة عن الوقت السابق وتم تمديده.
في 3 يوليو تم وضع اتفاق مع شركة TAT ودخلت الاتفاقية حيز التنفيذ في 7 سبتمبر لتوزيع حركة المرور بين شركتين والمنظمتين التجاريتين المقابلة .
وكان هناك ترشيد للاسطول اقتصر على F-28 و F-27
الركاب الذين تم نقلهم:
فك الرهن:
في عام 1981 تحكمت شركة TAT في ¾  شركة جبال الألب للطيران.
ظهر شعار TAT على  طائرة شركة جبال الألب للطيران.
وفي 14 سبتمبر ظهرت أخر طائرة تحمل ألوان شركة جبال الالب للطيران : دوغلاس دوغلاس DC-9/21 OY-KGE (s/n 47305/441) وOY-KGD (s/n 47302/422) تم استأجرها من قبل شركة SAS حيث تعمل على رحلات من شامبيري وباريس (باريس على رحلات فيجاري / باريس شامبيري / باريس روديز / الخ).
تم إنشاء جمعية أصدقاء خريجي جبال الالب.